# Avon Circuit Championships 1981
L'Avon Circuit Championships 1981 è stato un torneo di tennis femminile che si è giocato al Madison Square Garden di New York negli USA dal 22 al 28 marzo su campi in sintetico indoor. È stata la 10ª edizione del torneo di fine anno di singolare, l'8ª del torneo di doppio.

## Campionesse

### Singolare
Martina Navrátilová ha battuto in finale  Andrea Jaeger con il punteggio di 6–3, 7–6(3)

### Doppio
Martina Navrátilová /  Pam Shriver hanno battuto in finale  Barbara Potter /  Sharon Walsh con il punteggio di 6–0, 7–6(6)